# Стелецький Дмитро Семенович
Дмитро Стелецький (13 січня 1875, Берестя, Білорусь — 12 лютого 1947, Париж, Франція) — російський, білоруський та французький художник, скульптор та іконописець. Один з представників символізму та модернізму XX століття.

## Життєпис
Народився 1 (13) січня 1875 р. у Брест–Литовську, тодішній Гродненській губернії Російської імперії, в сім'ї військового інженера Семена Васильовича та Катерини Георгіївни Стелецьких. У шлюбі було двоє синів, старшим був Борис (1872), а меншим — Дмитро. Батько служив у інженерному відділі Брестсько–Литовської фортеці і брав участь у будівництві фортів цитаделі.
Мати померла, коли Дмитрику було лише два роки — 1 травня 1877 року і похована у Бресті на Тришинському кладовищі, де зберігся її пам'ятник. Після смерті першої дружини батько одружився з 21–річною Софією Василівною Соболевською, дочкою начальника Варшавського військового округу Василя Львовича Соболевського. У цьому шлюбі народилося ще четверо дітей — Василь, Костянтин, Федір та Олена.
Сім'я мала службову квартиру в Бресті, але дитинство та юність Дмитра Стелецького проходили в батьківському маєтку поблизу Біловезької пущі — в селі Шастакова Брестського району (нині Кам'янецький район). У маєтку Шостакова, який раніше належав повстанцю Аполлінарісу Гофмейстеру, Семен Стелецький був одним із трьох землевласників і володів 532 десятинами.
1896 році батька майбутнього художника Семена Стелецького переводять до Петербурга, де сім'я оселяється на 9–й лінії Василівського острова, в будинку № 22.
Батько Дмитра Стелецького помер у Варшаві в 1903 році, будучи на той час головним інженером Варшавської фортеці. Він побудував міст через Віслу, звів церкву на цвинтарі Воля.
1896 році юнак вступив до Вищого художнього училища при Російській академії мистецтв.  Навчався на архітектурному факультеті, але зацікавившись скульптурою, 1 березня 1897 р.переводиться на скульптурний. 1897—1903 рр. вивчав скульптуру в Академії мистецтв у Санкт–Петербурзі, де його викладачами були академік Володимир Беклемішев та професор Уго Залеман.
Дмитро Стелецький був однокласником і другом Бориса Кустодієва. Починаючи з 1900 р. Дмитро Стелецький, один або зі своїм другом Борисом Кустодієвим, періодично їздив у древні міста та монастирі Росії. 1903 р. разом з Кустодієвим він оглянув старовинні храми у Великому Новгороді. 1907 р. Стелецький відвідував Ферапонтовський монастир 15–17 століть у Вологодській губернії та Георгіївському монастирі в Новгороді. Їздив на російську Північ, де записав свої враження та зробив ескізи монастирських фресок та ікон.
У 1903 році закінчив Петербурзьку академію мистецтв. Отримавши звання скульптора, їде до Парижа, щоб доповнити свої професійні знання та здібності. У 1904 році відвідує Юліанську академію, яку заснував художник Рудольф Джуліан в 1868 році.
У 1907 р., за матеріальної підтримки Б. Кустодієва, Дмитро Стелецький подорожує Італією. Відвідує її головні центри мистецтва — Рим,Венецію, Флоренцію. У Венеції художникам вдалося взяти участь у виставці, на якій Стелецький продав один зі своїх творів — бюст —  за 300 франків.
Жив у Петербурзі, багато подорожував по античних містах та монастирях Російської імперії. Був членом Спілки російських художників (з 1910 р.) та Світу мистецтва (з 1912 р.).
На початку Першої світової війни, в 1914 році, Дмитро Стелецький опинився у Франції. Жив у Парижі біля Канн і продовжував плідно працювати, як станковий живописець, скульптор і художник-постановник (оформив балет «Російське весілля» на музику Михайла Глінки для театру «Кажан» Н. Ф. Балієва, 1926; та ін.).
У роки еміграції пропагував культуру рідної країни, був обов'язковим учасником виставок російського мистецтва за кордоном, сприяв створенню в 1935 році Російського культурно–історичного музею в Празі. Головною роботою художника, що повністю відповідала його таланту, були картини православної церкви Святого Сергія в Парижі в 1930-х роках, які він виконав без винагороди. Зберігся його підпис:
Розпочав розписувати церкву 6 листопада 1925 р., П'ятниця. Закінчив 1 грудня 1927 р., Четвер. Дмитро Семенович Стелецький.
Очевидець цього твору, сучасник Дмитра Стелецького, письменник і журналіст Михайло Асаргін так описав процес творення:
Цей рекордний термін такого великого витвору мистецтва ще раз характеризує талант Стелецького, а також той факт, що він працював без найменших вагань, заздалегідь до найдрібніших деталей усю композицію картини тримав у голові. Я пам'ятаю, з якою віртуозною швидкістю (близько 10 днів) всі білі дошки іконостасу, побудовані за його кресленнями, були намальовані вугіллям Стелецького, а контури святих мали чіткий вигляд. Маючи точні розміри довжини і ширини стелі, Стелецький розстелив на підлозі відповідного розміру паперу, наклав вугілля на кінець палиці і твердою рукою намалював на папері готові контури, що у персоналу були лише ножиці, якими потрібно було вирізувати, за вказівкою Стелецького, який командував знизу. Його співробітник по розпису церкви, княжна А. С. Львів, з властивим їй талантом написала всі цифри святих на всіх іконах, яких сам Стелецький часом не додавав, повністю довіривши їй цю роботу.

## Творчість
У 1906—1913 роках зробив ряд скульптурних портретів сучасників, художників — Ольги Преображенської, Олександра Головіна, Валентина Сєрова. Спочатку він дотримувався імпресіоністичного стилю (серія портретів сім'ї фон Анреп, включаючи художника Бориса фон Анрепа; гіпс, 1907, Російський музей), розвиваючи паралельний оригінальний модерністський стиль, змінюючи форму на узагальнені символічні композиції.
Він чітко писав свої роботи (зазвичай з гіпсу або дерева), намагаючись відродити яскраву скульптурну поліхромію Середньовіччя та Відродження (погруддя Леонардо да Вінчі, 1906, Третьяковська галерея; «Шляхетний боярин», 1910, Російський музей). Займався художньою порцеляною.
Як і багатьох художників того часу, Стелецького приваблювало прикладне мистецтво. Він створював каміни, декоративні панно. У студентські роки переписував слов'янські вишивки та робив ілюстрації до «Повісті про похід Ігорів», які згодом були придбані Третьяковською галереєю за порадою Валентина Сєрова. Ці ілюстрації нагадують мініатюри стародавніх рукописів, вони яскраво демонструють глибокий інтерес художника до візантійських коренів давньоруського мистецтва.
Сюжети з історії допетровської Русі знайшли оригінальне пластичне рішення в скульптурних роботах Стелецького наприкінці 1900-х: «Іван Грозний на полюванні», «Марфа–Посадниця». Виготовлені з фарбованого дерева або штукатурки, вони мають яскраво виражений декоративний ефект.
Часто посилаючись на мотиви національної античності, він став одним із найяскравіших представників модерністського «російського стилю». Ретроспективними мотивами пройняті картини художника: «Соколине полювання», «Битва», «Темпі Пассаті» та ін. Тонкі стилізації Стелецького оцінили художники асоціація «Світ мистецтва», у виставках яких брав участь.
Дмитро Стелецький здійснив багато подорожей по давньоруських містах, досліджуючи старовинні пам'ятки. Видатний поціновувач античності, художник зробив ескізи костюмів та декорацій до драми Олексія Толстого «Цар Федір Іоаннович» для Александринського театру та опери М. А. Римського–Корсакова «Снігуронька» для Маріїнського театру в Санкт–Петербурзі (обидва в 1910 р., Не зроблені).
Помер 12 лютого 1947 року в будинку для престарілих у Сен–Женев'єв–де–Буа поблизу Парижа, Франція, будучи майже сліпим.